# Sylvie Jung
Sylvie Jung (épouse Lafaurie, Henrotin puis Welton), née le 10 juillet 1904 au Havre et morte le 15 décembre 1970 à Lake Placid, est une joueuse de tennis française des années 1930.
Elle a atteint quatre finales en double dames dans les tournois du Grand Chelem (dont trois à Roland-Garros en 1928, 1933 et 1937) et trois autres en double mixte, sans jamais parvenir à s'imposer.

## Biographie
Sylvia Antoinette Jung est la fille de Charles Jung, négociant. Elle s'est mariée en 1922 au Havre à Raoul Lafaurie, courtier et chevalier de la Légion d'honneur, puis en 1930 à Cannes avec Charles Henrotin, fondé de pouvoir franco-américain. Elle divorce en 1946. Elle se marie ensuite avec M. Welton et termine sa vie aux États-Unis.

## Palmarès (partiel)

### Finales en double dames
| No | Date       | Nom et lieu du tournoi         | Catégorie | Surface      | Vainqueures                    | Partenaire        | Score         |          |
| -- | ---------- | ------------------------------ | --------- | ------------ | ------------------------------ | ----------------- | ------------- | -------- |
| 1  | 20/05/1928 | Internationaux de France Paris | G. Chelem | Terre (ext.) | Eileen Bennett Phoebe Holcroft | Suzanne Deve      | 6-0, 6-2      | Parcours |
| 2  | 22/05/1933 | Internationaux de France Paris | G. Chelem | Terre (ext.) | Simonne Mathieu Elizabeth Ryan | Colette Rosambert | 6-1, 6-3      | Parcours |
| 3  | 25/06/1934 | The Championships Wimbledon    | G. Chelem | Gazon (ext.) | Simonne Mathieu Elizabeth Ryan | Dorothy Andrus    | 6-3, 6-3      | Parcours |
| 4  | 18/05/1937 | Internationaux de France Paris | G. Chelem | Terre (ext.) | Simonne Mathieu Billie Yorke   | Dorothy Andrus    | 3-6, 6-2, 6-2 | Parcours |

### Finales en double mixte
| No | Date       | Nom et lieu du tournoi                 | Catégorie | Surface      | Vainqueures                  | Partenaire          | Score          |          |
| -- | ---------- | -------------------------------------- | --------- | ------------ | ---------------------------- | ------------------- | -------------- | -------- |
| 1  | 20/05/1935 | Internationaux de France Paris         | G. Chelem | Terre (ext.) | Lolette Payot Marcel Bernard | André Martin-Legeay | 4-6, 6-2, 6-4  | Parcours |
| 2  | 19/05/1936 | Internationaux de France Paris         | G. Chelem | Terre (ext.) | Billie Yorke Marcel Bernard  | André Martin-Legeay | 7-5, 6-8, 6-3  | Parcours |
| 3  | 02/09/1937 | US National Championships Forest Hills | G. Chelem | Gazon (ext.) | Sarah Fabyan Donald Budge    | Yvon Petra          | 6-2, 8-10, 6-0 | Parcours |

## Parcours en Grand Chelem (partiel)
Si l’expression « Grand Chelem » désigne classiquement les quatre tournois les plus importants de l’histoire du tennis, elle n'est utilisée pour la première fois qu'en 1933, et n'acquiert la plénitude de son sens que peu à peu à partir des années 1950.

### En simple dames
| Année | Championnat d'Australie | Championnat d'Australie | Internationaux de France | Internationaux de France | Wimbledon       | Wimbledon     | US National | US National |
| ----- | ----------------------- | ----------------------- | ------------------------ | ------------------------ | --------------- | ------------- | ----------- | ----------- |
| 1928  | -                       | -                       | 2e tour (1/16)           | Cristobel Hardie         | -               | -             | -           | -           |
| 1929  | -                       | -                       | 1/4 de finale            | Helen Wills              | -               | -             | -           | -           |
| 1930  | -                       | -                       | 1er tour (1/32)          | S. Vaananem              | 1er tour (1/64) | E. Harvey     | -           | -           |
| 1931  | -                       | -                       | 3e tour (1/8)            | Cilly Aussem             | -               | -             | -           | -           |
| 1932  | -                       | -                       | 3e tour (1/8)            | Cilly Aussem             | -               | -             | -           | -           |
| 1933  | -                       | -                       | 3e tour (1/8)            | Margaret Scriven         | 4e tour (1/8)   | Helen Wills   | -           | -           |
| 1934  | -                       | -                       | 2e tour (1/16)           | M. Molesworth            | 3e tour (1/16)  | Lolette Payot | -           | -           |
| 1935  | -                       | -                       | 1/4 de finale            | Helen Jacobs             | 2e tour (1/32)  | Joan Hartigan | -           | -           |
| 1936  | -                       | -                       | 1/4 de finale            | Hilde Sperling           | 3e tour (1/16)  | Nelly Adamson | -           | -           |
| 1937  | -                       | -                       | 1/4 de finale            | Hilde Sperling           | 2e tour (1/32)  | Madzy Rollin  | -           | -           |
| 1938  | -                       | -                       | 1/4 de finale            | Nelly Adamson            | 2e tour (1/32)  | Nancy Lyle    | -           | -           |
| 1939  | -                       | -                       | -                        | -                        | 4e tour (1/8)   | Kay Stammers  | -           | -           |

À droite du résultat, l’ultime adversaire.

### En double dames
| Année | Championnat d'Australie | Championnat d'Australie | Internationaux de France   | Internationaux de France | Wimbledon                  | Wimbledon                  | US National | US National |
| ----- | ----------------------- | ----------------------- | -------------------------- | ------------------------ | -------------------------- | -------------------------- | ----------- | ----------- |
| 1928  | -                       | -                       | Finale Suzanne Deve        | E. Bennett P. Holcroft   | -                          | -                          | -           | -           |
| 1929  | -                       | -                       | 1/2 finale S. Mathieu      | Bobbie Heine Alida Neave | -                          | -                          | -           | -           |
| 1930  | -                       | -                       | 1/4 de finale M. Broquedis | E. Ryan Helen Wills      | 1/2 finale Josane Sigart   | E. Ryan Helen Wills        | -           | -           |
| 1931  | -                       | -                       | 1/2 finale Josane Sigart   | Cilly Aussem E. Ryan     | -                          | -                          | -           | -           |
| 1932  | -                       | -                       | 2e tour (1/8) Doris Metaxa | Kitty McKane Freda James | -                          | -                          | -           | -           |
| 1933  | -                       | -                       | Finale C. Rosambert        | S. Mathieu E. Ryan       | 3e tour (1/8) C. Rosambert | Mary Heeley Dorothy Round  | -           | -           |
| 1934  | -                       | -                       | 1/2 finale D. Andrus       | S. Mathieu E. Ryan       | Finale D. Andrus           | S. Mathieu E. Ryan         | -           | -           |
| 1935  | -                       | -                       | 1/2 finale D. Andrus       | M. Scriven Kay Stammers  | 3e tour (1/8) D. Andrus    | E. Dearman Nancy Lyle      | -           | -           |
| 1936  | -                       | -                       | 1/4 de finale D. Andrus    | Jędrzejowska Susan Noel  | 1/2 finale D. Andrus       | Freda James Kay Stammers   | -           | -           |
| 1937  | -                       | -                       | Finale D. Andrus           | S. Mathieu Billie Yorke  | 1/2 finale D. Andrus       | Phyllis King Elsie Pittman | -           | -           |
| 1938  | -                       | -                       | 2e tour (1/8) D. Andrus    | Andrée Varin P. Mellerio | 1/2 finale D. Andrus       | S. Mathieu Billie Yorke    | -           | -           |
| 1939  | -                       | -                       | -                          | -                        | 1er tour (1/32) D. Andrus  | Mary Heeley Dorothy Round  | -           | -           |

Sous le résultat, la partenaire ; à droite, l’ultime équipe adverse.

### En double mixte
| Année | Championnat d'Australie | Championnat d'Australie | Internationaux de France  | Internationaux de France | Wimbledon | Wimbledon | US National       | US National               |
| ----- | ----------------------- | ----------------------- | ------------------------- | ------------------------ | --------- | --------- | ----------------- | ------------------------- |
| 1928  | -                       | -                       | 1/4 de finale Thurneyssen | E. Bennett Henri Cochet  | -         | -         | -                 | -                         |
| 1929  | -                       | -                       | 1/2 finale René Lacoste   | E. Bennett Henri Cochet  | -         | -         | -                 | -                         |
| 1930  | -                       | -                       | 3e tour (1/8) J. Brugnon  | E. Harvey P. Hughes      | -         | -         | -                 | -                         |
| 1935  | -                       | -                       | Finale André Martin       | Lolette Payot M. Bernard | -         | -         | -                 | -                         |
| 1936  | -                       | -                       | Finale André Martin       | Billie Yorke M. Bernard  | -         | -         | -                 | -                         |
| 1937  | -                       | -                       | -                         | -                        | -         | -         | Finale Yvon Petra | Sarah Fabyan Donald Budge |

Sous le résultat, le partenaire ; à droite, l’ultime équipe adverse.